# Maria Leipelt
Maria Leipelt Bade, née le 13 décembre 1925 à Hambourg et morte en septembre 2008 à Concord, Massachusetts, est une résistante allemande contre le nazisme au sein du groupe de la Rose blanche de Hambourg. Après la guerre qui a vu mourir tous les membres de sa famille, elle part aux Etats-Unis, reprend des études et devient biochimiste.

## Biographie

### Jeunesse et famille
Maria Leipelt est née le 13 décembre 1925 à Hambourg. Elle est la fille de la chimiste Katharina Baron (de) (1892-1943) et de Konrad Leipelt (1886-1942). L'année de sa naissance, la famille déménage de Vienne à Hambourg où Konrad Leipelt devient directeur d'usine.
Maria Leipelt fréquente d'abord l'école primaire, puis l'école Elise Averdieck (de), un lycée privé pour filles.
La mère, Katharina Leipelt, est issue d'une famille juive convertie au protestantisme, ce qui fait d'elle une juive et de Maria Leipelt et son frère aîné Hans Leipelt  des « métis 1 degré » selon les Lois de Nuremberg. Son mariage avec un non-juif lui apporte une protection relative durant les premières années du nazisme. Konrad Leipelt meurt en septembre 1942. A la même époque, le statut des Juifs vivant dans un mariage dit mixte et à leurs enfants se durcit. Katharina Leipelt est soumise au travail forcé.
Maria Leipelt doit quitter l'école commerciale qu'elle fréquente depuis le lycée, en raison de l'application des lois raciales. Après cela, elle fréquente une école de langues privée. Elle travaille ensuite comme commis et sténodactylographe.

### La résistance au nazisme
Hans Leipelt est en contact avec des groupes d'opposition à Munich où il étudie. L'appartement des Leipelt à Hambourg-Wilhelmsbourg devient un lieu de rencontre pour les opposants au régime nazi. Maria Leipelt fait partie de ce groupe d'étudiants, d'universitaires et de jeunes de l'opposition qui sera plus tard désigné comme la branche hambourgeoise de la Rose blanche,. Au printemps 1943, Hans Leipelt, qui étudie la chimie à la fois à Hambourg et à Munich, apporte le dernier tract de la Rose blanche de Munich. Il les reproduit avec son amie Marie-Luise Jahn. Maria Leipelt et son amie Ilse Ledien en font  ensuite également des copies carbone sur la machine à écrire qu'elles distribuent à leurs amis,.
Hans Leipelt est arrêté en octobre 1943.
Maria Leipelt est arrêtée le 9 novembre 1943, avec d'autres membres de son entourage. Sa mère, Katharina Leipelt, également arrêtée quelques semaines plus tard, le 7 décembre 1943, se suicide dans la prison de police de Fuhlsbüttel. Sa grand-mère, Hermine Baron, avait déjà été déportée au ghetto de Theresienstadt en juillet 1942 et y mourut en janvier 1943.
A la fin de l'enquête, Maria Leipelt et 18 autres membres de la Rose blanche de Hambourg, sont remis à la justice et emmenés à la maison d'arrêt de Hambourg. Le 10 novembre 1944 elle est transférée à la prison pour femmes de Cottbus. Elle y reçoit la lettre d'adieu de son frère Hans, datée du 29 janvier 1945, jour de son exécution,. En février 1945, elle est d'abord transférée à la prison de Leipzig-Kleinmeusdorf, puis à la prison St. Georges à Bayreuth où aura lieu le procès, en raison du bombardement du Volksgericht de Berlin. Le 23 février 1945, le procureur général du Reich l'accuse ainsi que d'autres membres du groupe de « préparation à la haute trahison, favoritisme de l'ennemi et atteinte à la puissance militaire, ainsi que délits audiovisuels ».
Le 14 avril 1945, Maria Leipelt est libérée à Bayreuth par l'armée américaine,, .

### L'après-guerre
Après sa libération, Maria Leipelt travaille pendant un certain temps comme traductrice, notamment pour le Counter Intelligence Corps, le service de renseignement de l'armée américaine. En 1946, elle émigre aux États-Unis, où elle obtient son diplôme d'études secondaires puis étudie à l' Université du Nebraska. En 1960, elle obtient un doctorat en biochimie à l'Université de Yale. Elle a ensuite travaillé comme boursière postdoctorale à l’Université Harvard et au Massachusetts Institute of Technology (MIT). De 1967 à 1993, elle est professeure au département de biologie du Boston College,.
En 1949, elle épouse le physicien William « Bill » Bade (1928-2005). Leur fils Christophe naît en 1958.
Elle décède en septembre 2008 à Concord.